# Тапилин, Александр Степанович
Александр Степанович Тапилин — советский хозяйственный, государственный и политический деятель, Герой Социалистического Труда.

## Биография
Родился в 1909 году в хуторе Орехов Усть-Медведицкого округа области Войска Донского. Член КПСС с 1938 года.
С 1921 года — на хозяйственной, общественной и политической работе. В 1921—1981 гг. — ученик кузнеца, кузнец по ремонту сельскохозяйственного инвентаря, тракторист и бригадир тракторной бригады местной Клетской машинно-тракторной станции, на военной службе в Красной Армии, механик, директор Клетской МТС, директор Клетской ремонтно-тракторной станцией (РТС), председатель укрупнённого колхоза «Красный Октябрь» (центральная усадьба — станица Клетская) Клетского района Волгоградской области.
Указом Президиума Верховного Совета СССР от 23 июня 1966 года за успехи, достигнутые в увеличении производства и заготовок пшеницы, ржи, гречихи, риса, других зерновых и кормовых культур и высокопроизводительном использовании техники присвоено звание Героя Социалистического Труда с вручением ордена Ленина и золотой медали «Серп и Молот».
Избирался депутатом Верховного Совета СССР 8-го созыва.
Умер в Клетской в 1981 году.